# David O'Keeffe
David O'Keeffe (1953) é um jurista irlandês.  Ele é Professor Emérito de Direito Europeu na Universidade de Londres.  É “Senior Counsel” da Dentons, um escritório de advocacia internacional..  Desde 2008, é presidente de um tribunal europeu para funcionários públicos, com sede em Florença.
Foi “referendo” (secretário jurídico) do Tribunal de Justiça Europeu (1985-1990).  Foi professor de Direito Europeu e Decano da Faculdade de Direito da Universidade de Durham (1990-1993). Foi Professor de Direito Europeu e Vice-Decano da Faculdade de Direito da University College London (1993-2004).  Ele ensinou a mesma matéria no Colégio da Europa com sede em Bruges, e em Natolin (Varsóvia) (1993-2007).
Ele é consultor em matéria de direito da União Europeia para a Câmara dos Lordes.  Foi consultor externo do Parlamento Europeu e do Provedor de Justiça Europeu.  Foi membro do  Grupo de Alto Nível sobre a Livre Circulação das Pessoas presidido por Simone Veil instituído pela Comissão Europeia.
De 1990 até a adesão dos  países da Europa Central e Oriental à União Europeia, O'Keeffe foi um orador muito frequente sobre a direito comunitário em universidades e outras organizações na Polónia, Romênia, Eslovénia, Eslováquia e outros países normalmente uma ou duas vezes por mês.  Por essas atividades, foi nomeado Comendador honorário da Ordem do Império Britânico (hon. CBE) e recebeu outros prêmios de alguns dos países em causa.  Juntamente com o Embaixador Nicholas Emiliou, organizou uma importante conferência em Chipre sobre a adesão de Chipre à União Europeia. 
Ele foi cofundador da “European Foreign Affairs Review” também foi membro do comitê científico da Common Market Law Review.

## Publicações
- Legal Issues of the Maastricht Treaty, Londen, 1994
- Legal Issues of the Amsterdam Treaty Londen, 1999
- Judicial Review in European Union Law Londen, 2001